# Travis Walton (cestista)
Travis Walton (Lima, 24 agosto 1987) è un ex cestista e allenatore di pallacanestro statunitense, professionista in Svizzera, in Germania e nella D-League.